# Friedhofskapelle (Alsfeld)

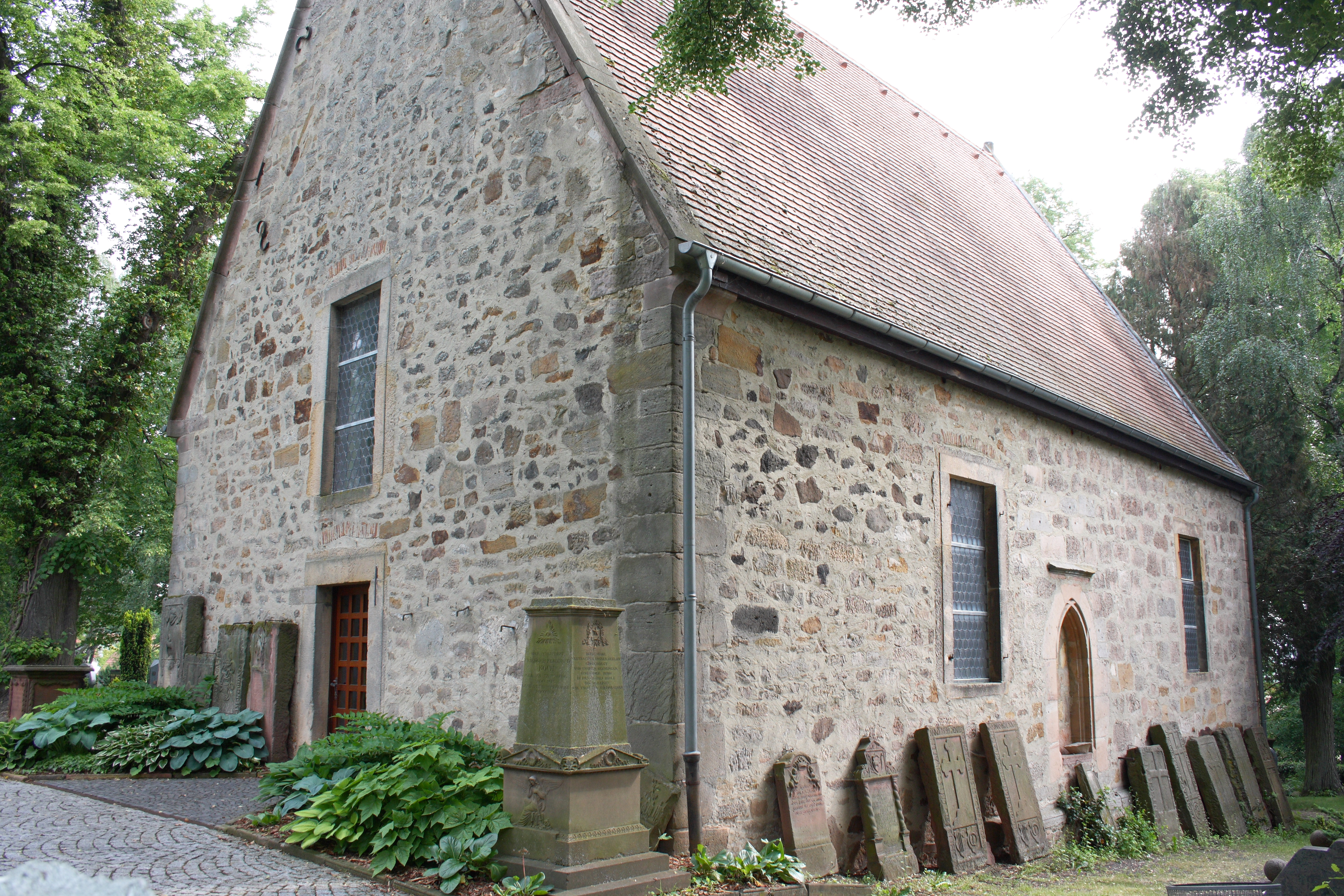
Friedhofskapelle von Südosten

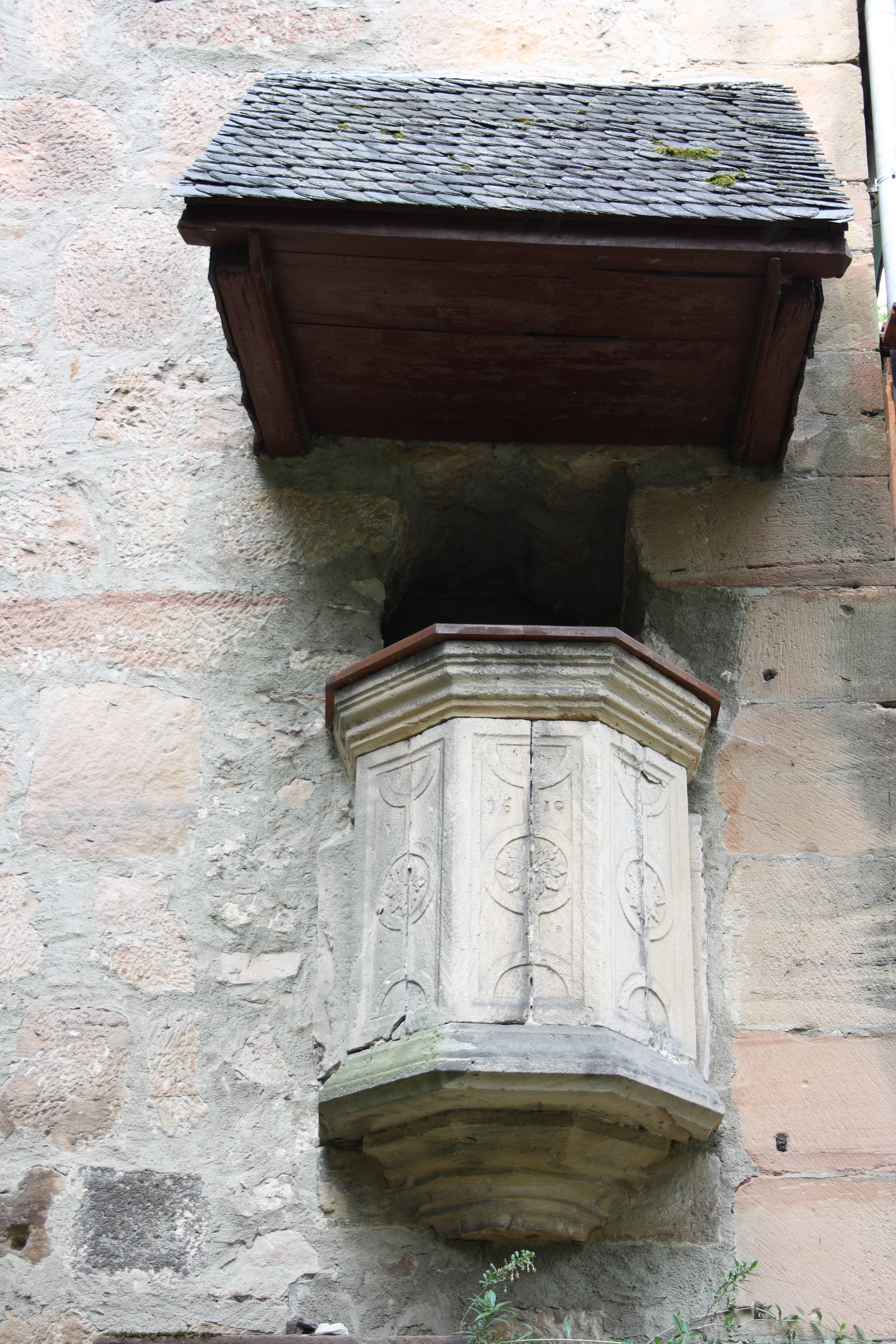
Außenkanzel

Die Friedhofskapelle in Alsfeld, einer Stadt im Vogelsbergkreis in Hessen, wurde 1365 begonnen und 1752 bzw. Ende des 19. Jahrhunderts verändert. Die Friedhofskapelle Auf dem Frauenberg ist ein geschütztes Kulturdenkmal.

## Beschreibung
Die Friedhofskapelle wird erstmals in einer Stiftungsurkunde des Jahres 1365 genannt. Ihr heutiges Aussehen verdankt die Kapelle einer Erweiterungsmaßnahme in den Jahren 1752/53. Der schlichte Rechteckbau besitzt an seinem Westgiebel ein spätgotisches Fenster und eine Außenkanzel von 1610, die aus dem städtischen Beinhaus stammt.

## Grabmäler
Um und in der Kapelle finden sich insgesamt 52 Grabmäler, die von 1565 bis 1842 stammen.

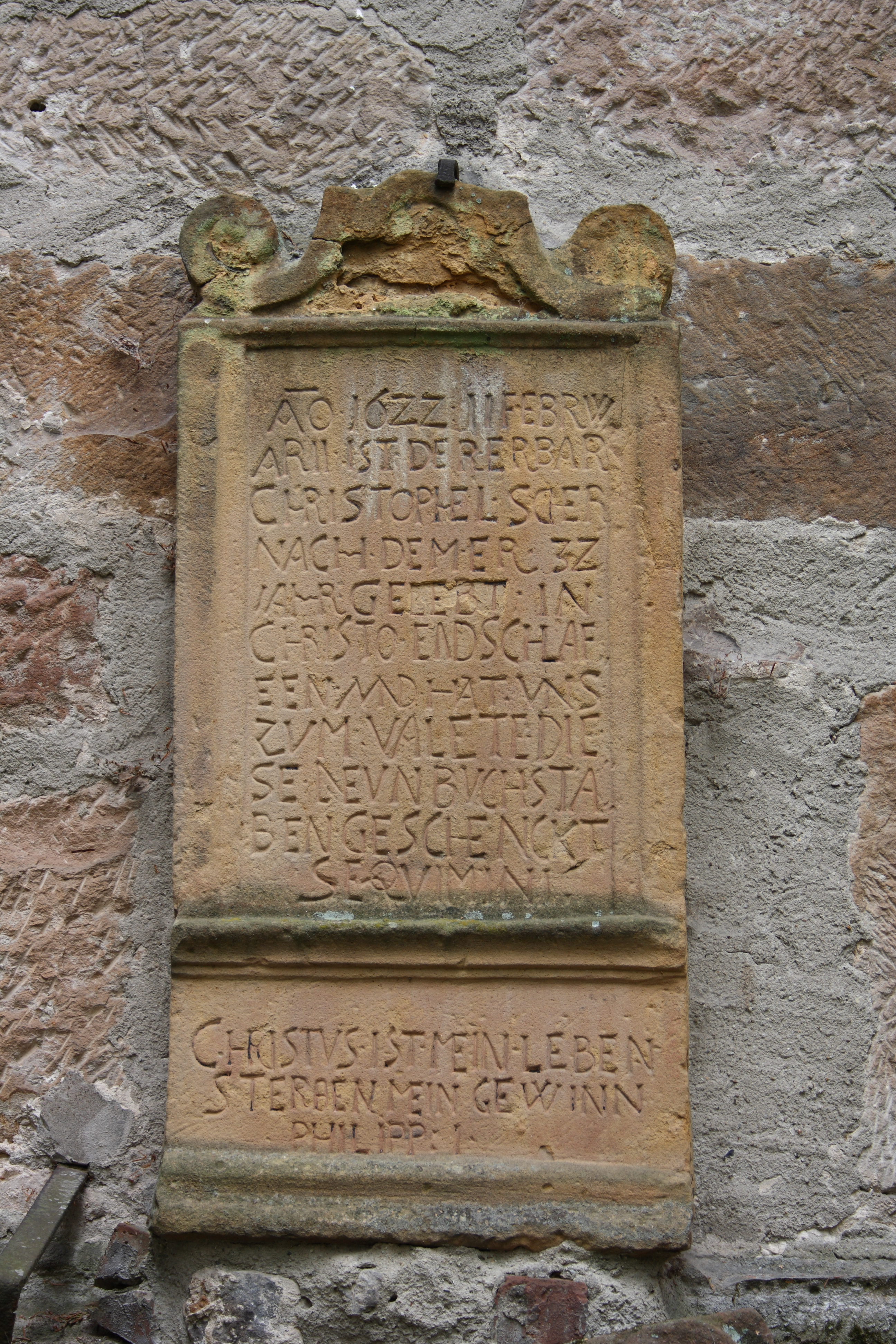
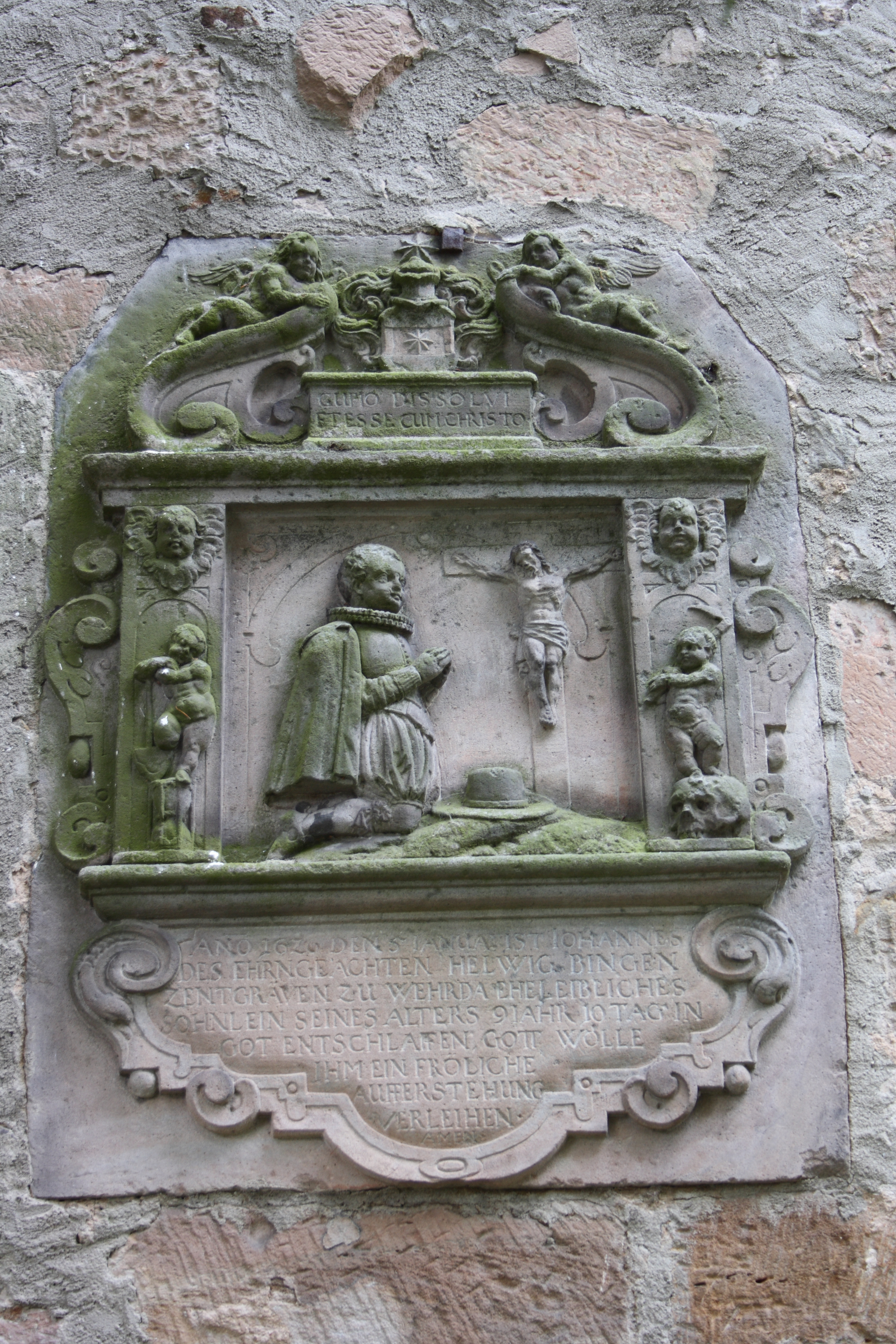
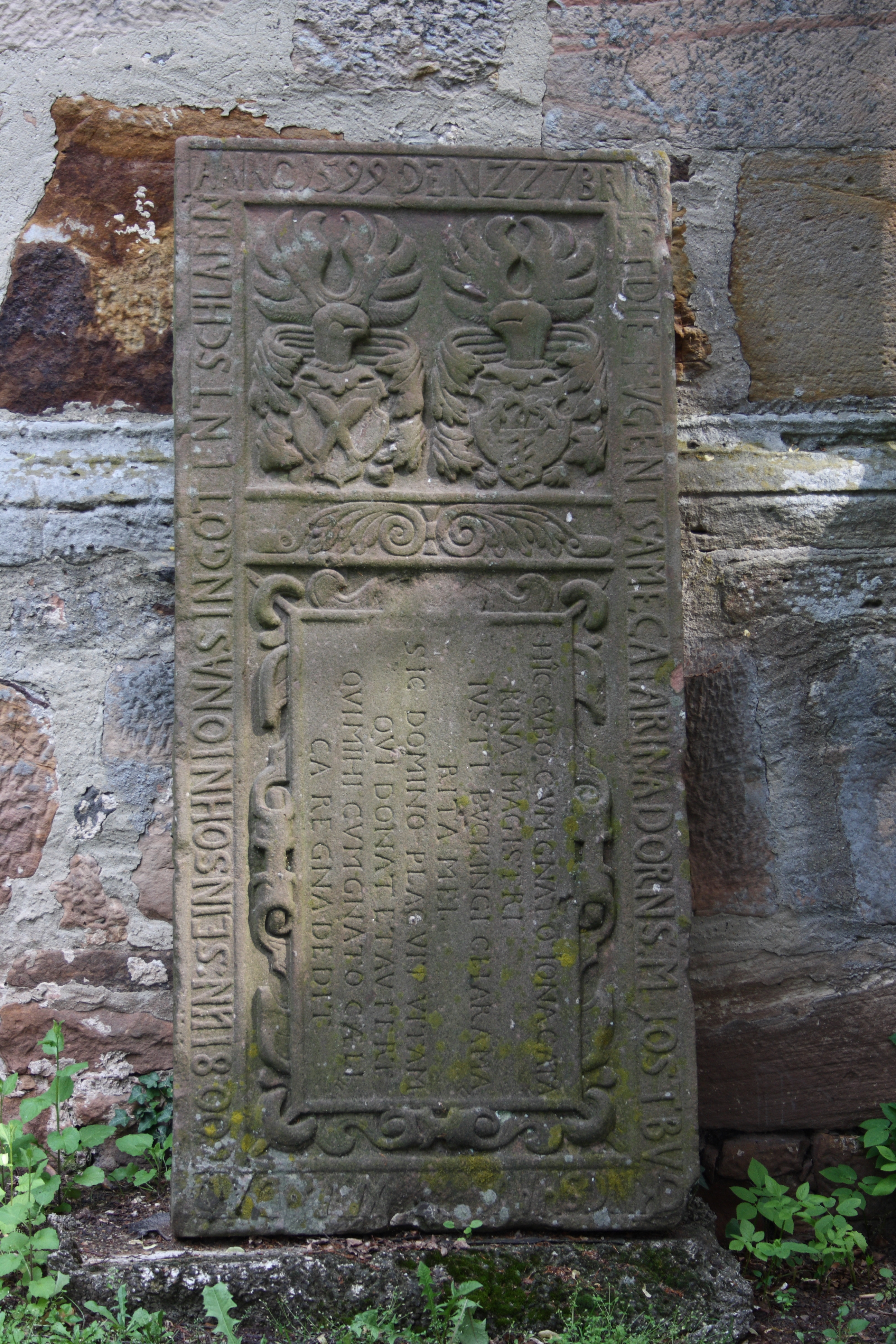